# Torre de Belém
A Torre de Belém, antigamente Torre de São Vicente a Par de Belém, oficialmente Torre de São Vicente, é uma fortificação localizada na freguesia de Belém, Município e Distrito de Lisboa, em Portugal. Na margem direita do rio Tejo, onde existiu outrora a praia de Belém, era primitivamente cercada pelas águas em todo o seu perímetro. Ao longo dos séculos foi envolvida pela praia, até se incorporar hoje à terra firme. Um dos ex libris da cidade, o monumento é um ícone da arquitetura do reinado de D. Manuel I, numa síntese entre a torre de menagem de tradição medieval e o baluarte moderno, onde se dispunham peças de artilharia.
Ao longo do tempo, a torre foi perdendo a sua função de defesa da barra do Tejo e, a partir da ocupação filipina, os antigos paióis deram lugar a calabouços. Nos quatro pisos da torre, mantêm-se a Sala do Governador, a Sala dos Reis, a Sala de Audiências e, finalmente, a Capela com as suas características abóbadas quinhentistas. A Torre de São Vicente (1514) pertence a uma formação de defesa da bacia do Tejo mandada erigir por João II de Portugal, composta a sul pela torre de São Sebastião da Caparica (1481) e a oeste pela Torre de Santo António de Cascais (1488).
O monumento destaca-se pelo nacionalismo implícito, visto que é todo rodeado por decorações do Brasão de armas de Portugal, incluindo inscrições de cruzes da Ordem de Cristo nas janelas de baluarte; tais características remetem principalmente à arquitetura típica de uma época em que o país era uma potência global (a do início da Idade Moderna).
Juntamente com o Mosteiro dos Jerónimos, foi classificada em 1983 como Património Mundial da UNESCO e eleita como uma das Sete Maravilhas de Portugal em 2007. Em 2015 foi visitada por mais de 608 mil turistas.Em 2022, registou 377.780 entradas, sendo um dos monumentos mais visitados do país.

## História
Em 1495, o rei D. Manuel I torna-se uma figura importante do comércio internacional, visto que Vasco da Gama e posteriormente Álvares Cabral estabelecem rotas marítimas com a Índia, Goa e Malaca, África e Brasil, trazendo e oferecendo produtos exóticos. Essas experiências e conhecimentos levam à definição das características do estilo Manuelino, representado nos seus monumentos. Portugal está associado muito especialmente ao estilo manuelino, designação adquirida pelas obras decorrentes no reinado de D. Manuel I, entre 1495 e 1521. De alguma maneira, esse estilo, segundo o autor, advém de influências do estilo Isabelino de Espanha, elaborado e ostentativo. A Torre de São Vicente é um exemplo de transição entre a arquitetura da Idade Média e o Renascimento, de uma forma consonante aliada à boa maneira Manuelina, a massa de uma recuada torre quadrangular de índole medieval, com aproximadamente trinta metros de altura, num corpo avançado de "embasamento" e base, reforçando a horizontalidade e abraçando a forma hexagonal irregular, com quarenta metros de comprimento, orientados para sul e para o Tejo, visando desarmar com as suas baterias de fogo, colocadas no baluarte "acasamatado", qualquer tentativa de assalto por via marítima.
Originalmente sob a invocação de São Vicente de Saragoça, padroeiro da cidade de Lisboa, designada no século XVI pelo nome de Baluarte de São Vicente a par de Belém e por Baluarte do Restelo, esta fortificação integrava o plano defensivo da barra do rio Tejo projetado à época de D. João II (1481-95), integrado na margem direita do rio pelo Baluarte de Cascais e, na esquerda, pelo Baluarte da Caparica.
O cronista Garcia de Resende foi o autor do seu risco inicial, tendo registado:
"E assim mandou fazer então a (…) torre e baluarte de Caparica, defronte de Belém, em que estava muita e grande artilharia; e tinha ordenado de fazer uma forte fortaleza onde ora está a formosa torre de Belém, que el-Rei D. Manuel, que santa glória haja, mandou fazer; para que a fortaleza de uma parte e a torre da outra tolhessem a entrada do rio. A qual fortaleza eu por seu mandado debuxei, e com ele ordenei a sua vontade; e tinha já dada a capitania dela [a] Álvaro da Cunha, seu estribeiro-mor, e pessoa de que muito confiava; e porque el-Rei João faleceu, não houve tempo para se fazer" (RESENDE, Garcia de. Crónica de D. João II, 1545.),

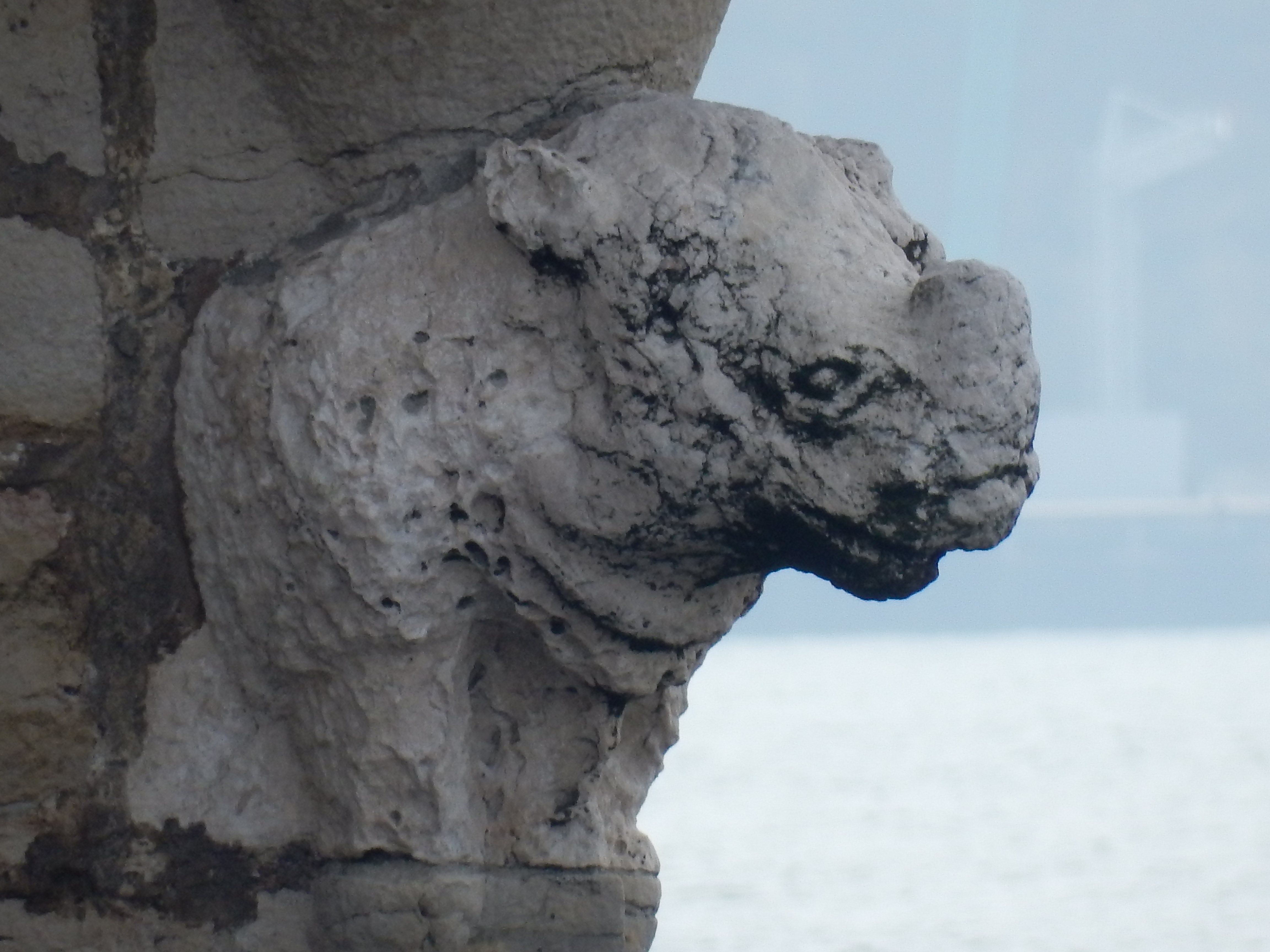
Rinoceronte Indiano esculpido na Torre de belém

A estrutura só viria a ser iniciada em 1514, sob o reinado de Manuel I de Portugal (1495-1521), tendo como arquitecto Francisco de Arruda. Localizava-se sobre um afloramento rochoso nas águas do rio, fronteiro à antiga praia de Belém, e destinava-se a substituir a antiga nau artilhada, ancorada naquele trecho, de onde partiam as frotas para as Índias. As suas obras ficaram a cargo de Diogo Boitaca, que, à época, também dirigia as já adiantadas obras do vizinho Mosteiro dos Jerónimos.

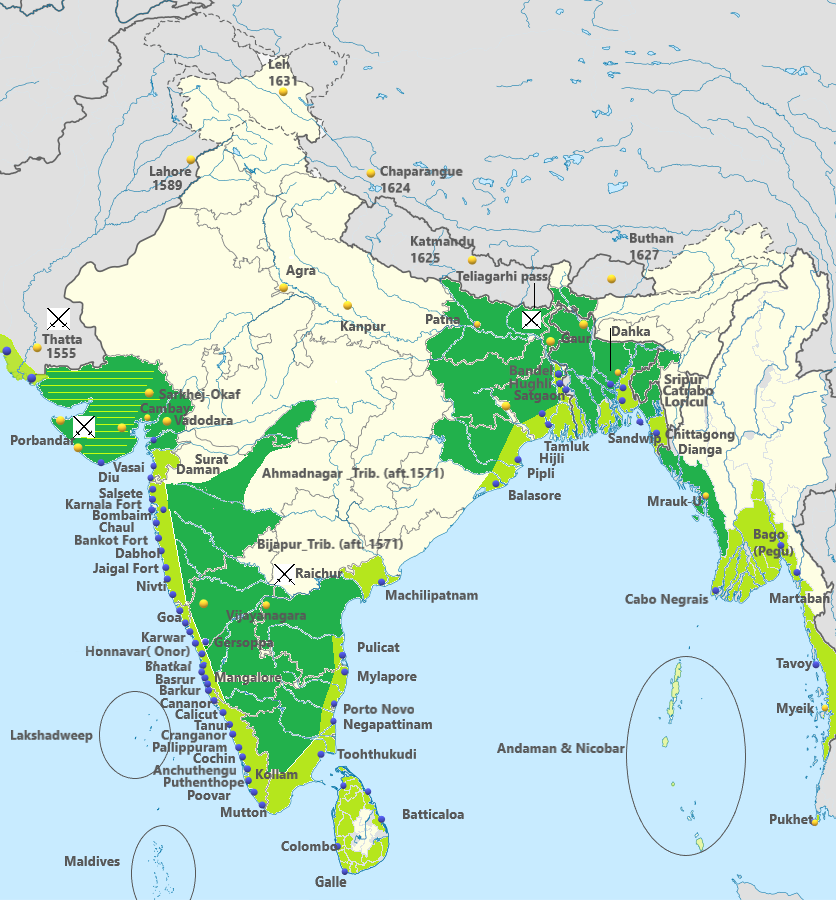
Presença e influência portuguesa na Índia e Himalaias durante o século 16 e 17.

Concluída em 1520, foi seu primeiro alcaide Gaspar de Paiva, nomeado para a função no ano seguinte.
Com a evolução dos meios de ataque e defesa, a estrutura foi, gradualmente, perdendo a sua função defensiva original. Ao longo dos séculos foi utilizada como registo aduaneiro, posto de sinalização telegráfico e farol. Os seus paióis foram utilizados como calabouços para presos políticos durante o reinado de Filipe II de Espanha (1580-1598), e, mais tarde, por João IV de Portugal (1640-1656). O Arcebispo de Braga e Primaz das Espanhas, D. Sebastião de Matos de Noronha (1586-1641), por coligação à Espanha e fazendo frente a D. João IV, foi preso e mandado recluso para a Torre de Belém.
Sofreu várias remodelações ao longo dos séculos, principalmente a do século XVIII que privilegiou as ameias, o varandim do baluarte, o nicho da Virgem, voltado para o rio, e o claustrim. A conotação da forma volumétrica da torre de pedra lioz com uma nau traduz beleza, originalidade e inovação.
Classificada como Monumento Nacional por decreto de 10 de janeiro de 1907, é considerada como Património Mundial pela UNESCO desde 1983. Naquele mesmo ano integrou a XVII Exposição Europeia de Arte Ciência e Cultura.

## Arquitecto Francisco de Arruda
As características arquitetónicas de Francisco de Arruda, de Diogo de Arruda e conjuntamente com as do mestre Diogo de Boytac, resultaram na inclusão das influências mediterrânicas e nórdicas do tardo-gótico no panorama arquitetónico português, sagrando-se assim como expoentes do Manuelino na arquitetura de então. O uso sistemático de volumes cilíndricos, recorrentes da retórica militar como uma configuração de iconologia arquitetónica. Encontra-se a recorrência nas suas obras através de uma decoração hiper-realista, repleta de alusões à natureza como folhas ou animais e a objetos concebidos pelo homem, assim como representações de simbologia heráldica. Francisco de Arruda faz na exaltação dos elementos fundamentais do Manuelino, o gosto pelos volumes puros, bem definidos e globais em termos de desenho, e dá ênfase na arquitetura, às aplicações ornamentais, profusas de carácter popular, ao invés das eruditas, com registos imediatistas acerca da função do edifício, ou pela liberdade obtida para transpor um novo discurso icónico nas orlas das construções, tudo isto faz com que a elocução da imponência do edificado desponte e concorra para uma exposição emblemática.
De Francisco de Arruda desconhece-se a data do seu nascimento, sabe-se que é oriundo de uma família de arquitectos de reconhecido gabarito na época, sediada em Évora. Irmão mais novo de Diogo de Arruda e pai de Miguel de Arruda, foi arquitecto e escultor, esteve ao serviço dos Reis de Portugal, tendo sido responsável pelo traçado e construção da Torre de São Vicente. É incumbido como responsável pelas obras de reabilitação e conserto das fortificações de Moura, Mourão e Portel, mas para além de reparar as muralhas, insere no castelo torres semicirculares que são já uma postura de transição do estilo neuro-balístico  para a piro-balística. Constrói para D. Jaime, Duque de Bragança, os Paços do Castelo de Portel, e a Capela de São João Baptista, esta possui na parede "testeira"  recta, dois volumosos "botaréus"  cilíndricos na base e octogonais daí para cima, coroados por "pináculos" cónicos de "torsos" antecedidos de uma moldura encordoada. Posteriormente continua em 1512 no Convento de Cristo em Tomar. Francisco parte com Diogo ao Norte de África, a Safim e Mazagão, em 1513, incumbidos de trabalhar na praça-forte de Azamor.
Com o falecimento de Diogo de Arruda em 1531, Francisco aproxima-se sentimentalmente e progressivamente à cultura humanista. As suas obras seguintes vão dando mostras de uma erudição renascentista, ou "proto" renascentista. Em 1547 termina os seus dias de vida. Sem confirmação é-lhe ainda atribuída a construção da Casa dos Bicos, em Lisboa, e o Palácio da Bacalhoa, na sua fase inicial (1530) onde são evidentes duas grandes torres cilíndricas com cobertura de gomos, semelhantes às da Torre de São Vicente.

## Características

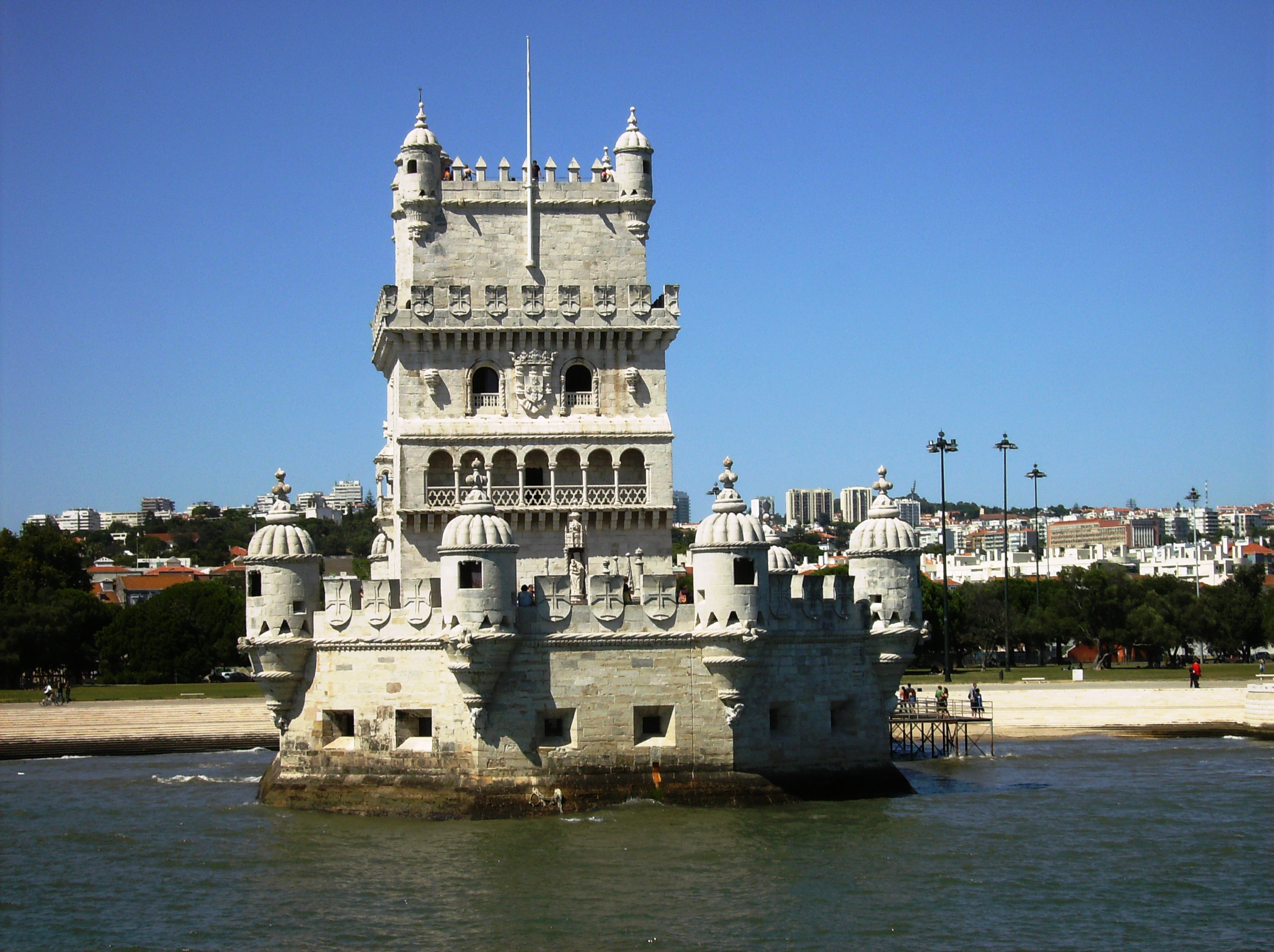
Torre de Belém vista do rio Tejo

O monumento reflete influências islâmicas e orientais, que caracterizam o estilo manuelino e marca o fim da tradição medieval das torres de menagem, ensaiando um dos primeiros baluartes para artilharia no país (ver fortalezas).
Parte da sua beleza reside na decoração exterior, adornada com cordas e nós esculpidos em pedra, galerias abertas, torres de vigia no estilo mourisco e ameias em forma de escudos decoradas com esferas armilares, a cruz da Ordem de Cristo e elementos naturalistas, como um rinoceronte, alusivos às navegações. O interior gótico, por baixo do terraço, que serviu como armaria e prisão, é muito austero.
A sua estrutura compõe-se de dois elementos principais: a torre e o baluarte. Nos ângulos do terraço da torre e do baluarte, sobressaem guaritas cilíndricas coroadas por cúpulas de gomos, ricamente decorada em cantaria de pedra.
A torre quadrangular, de tradição medieval, eleva-se em cinco pavimentos acima do baluarte, a saber:
- Primeiro andar - Sala do Governador;
- Segundo andar - Sala dos Reis, com teto elíptico e fogão ornamentado com meias-esferas;
- Terceiro andar - Sala de Audiências;
- Quarto andar - Capela;
- Quinto andar - Terraço da torre.

A nave do baluarte poligonal, ventilada por um claustrim, abre 16 canhoneiras para tiro rasante de artilharia. O terrapleno, guarnecido por ameias, constitui uma segunda linha de fogo, nele se localizando o santuário de Nossa Senhora do Bom Sucesso com o Menino, também conhecida como a Virgem do Restelo por "Virgem das Uvas".

Galeria de imagens
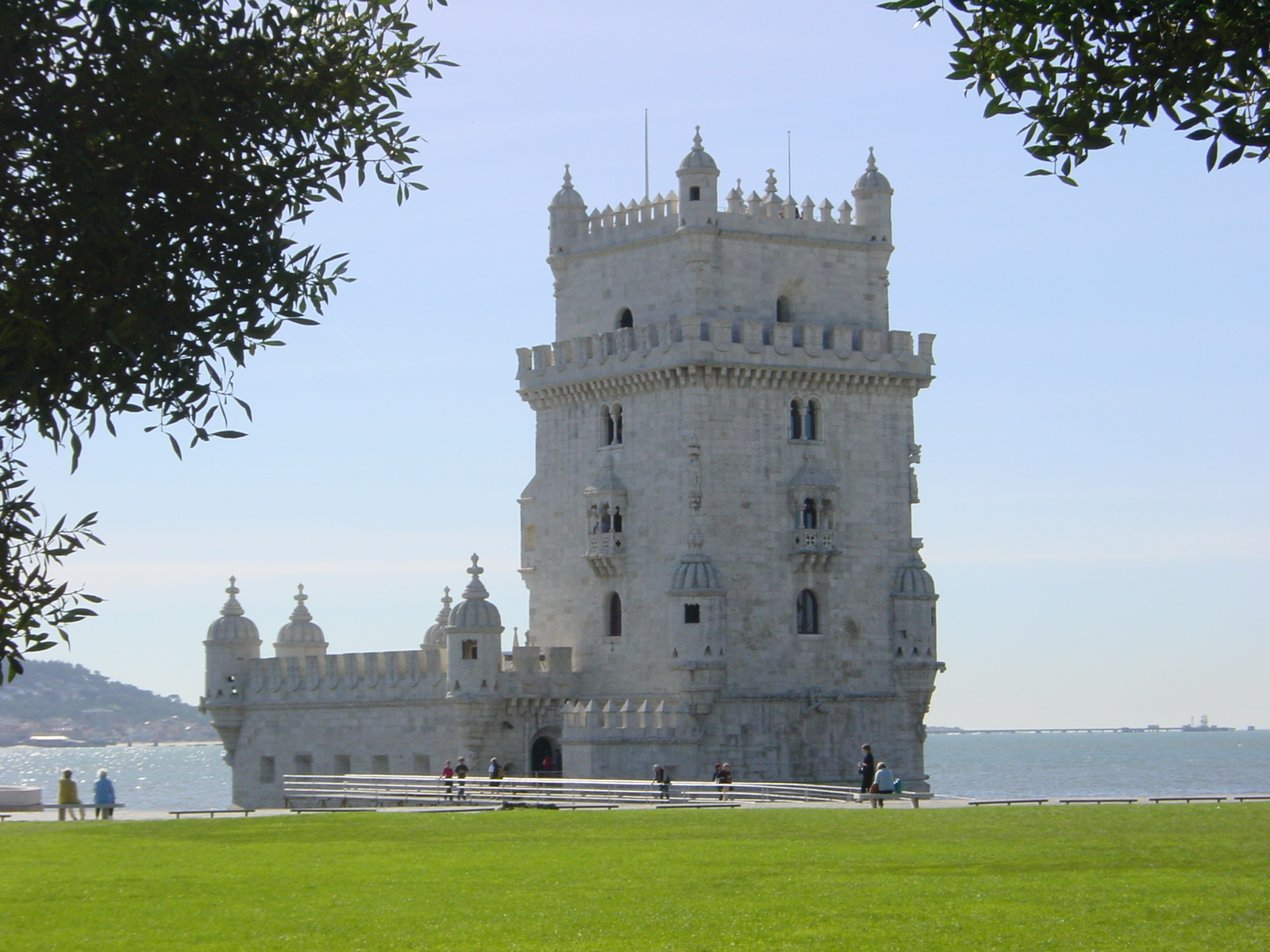
Torre de Belém, "ex libris" de Lisboa
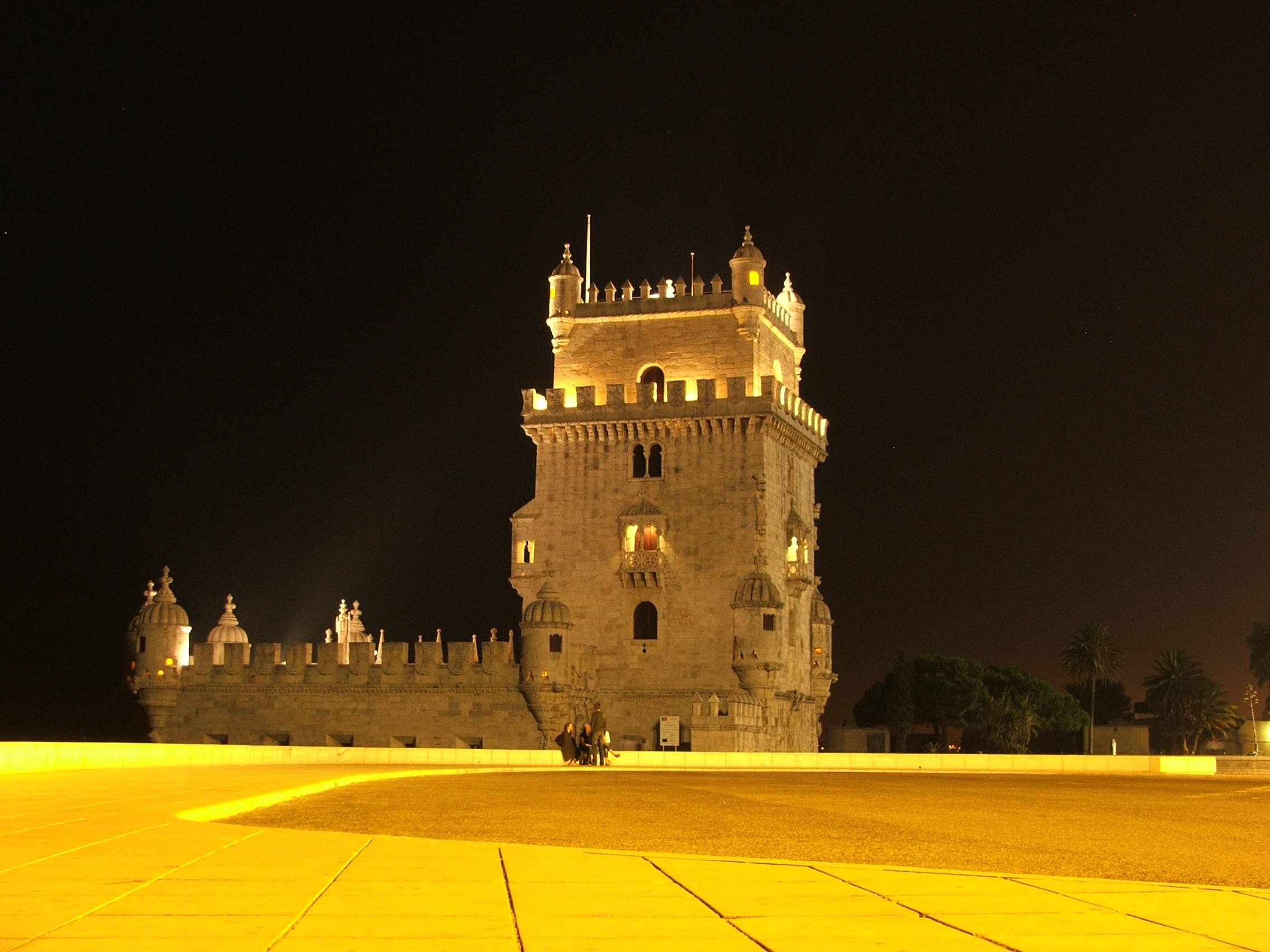
Vista noturna
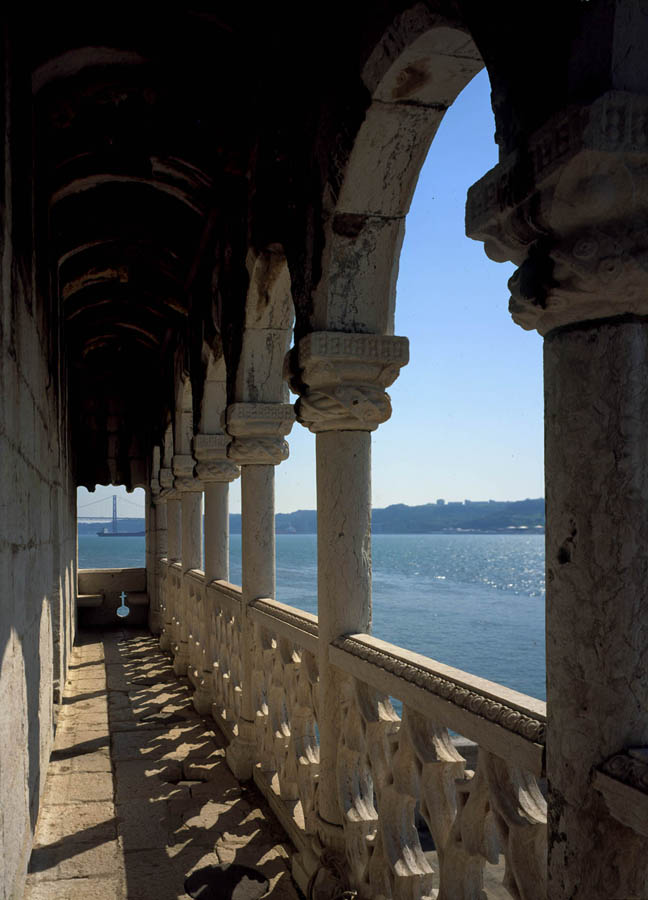
Loggia renascentista
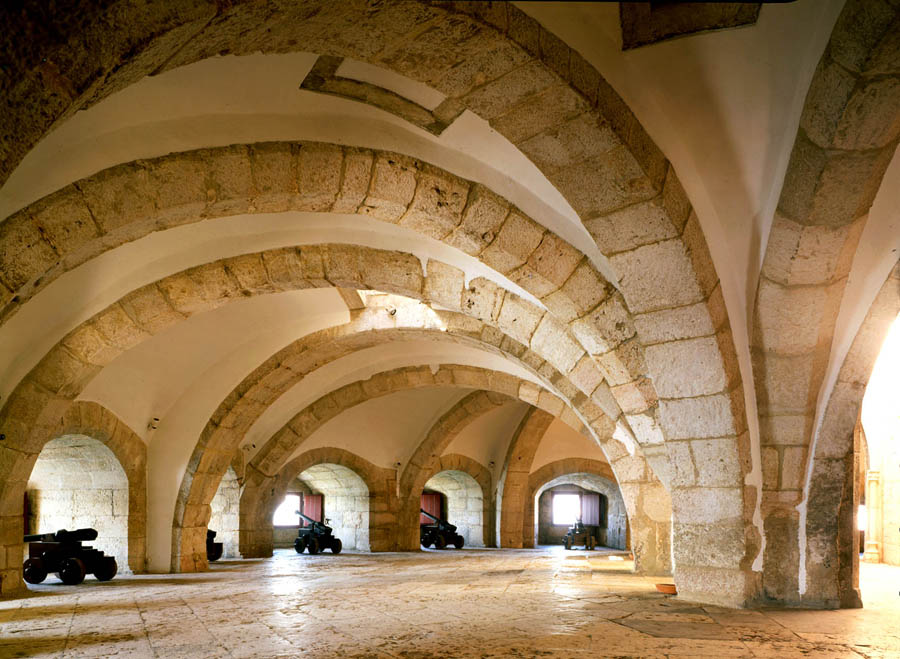
Canhões na Torre
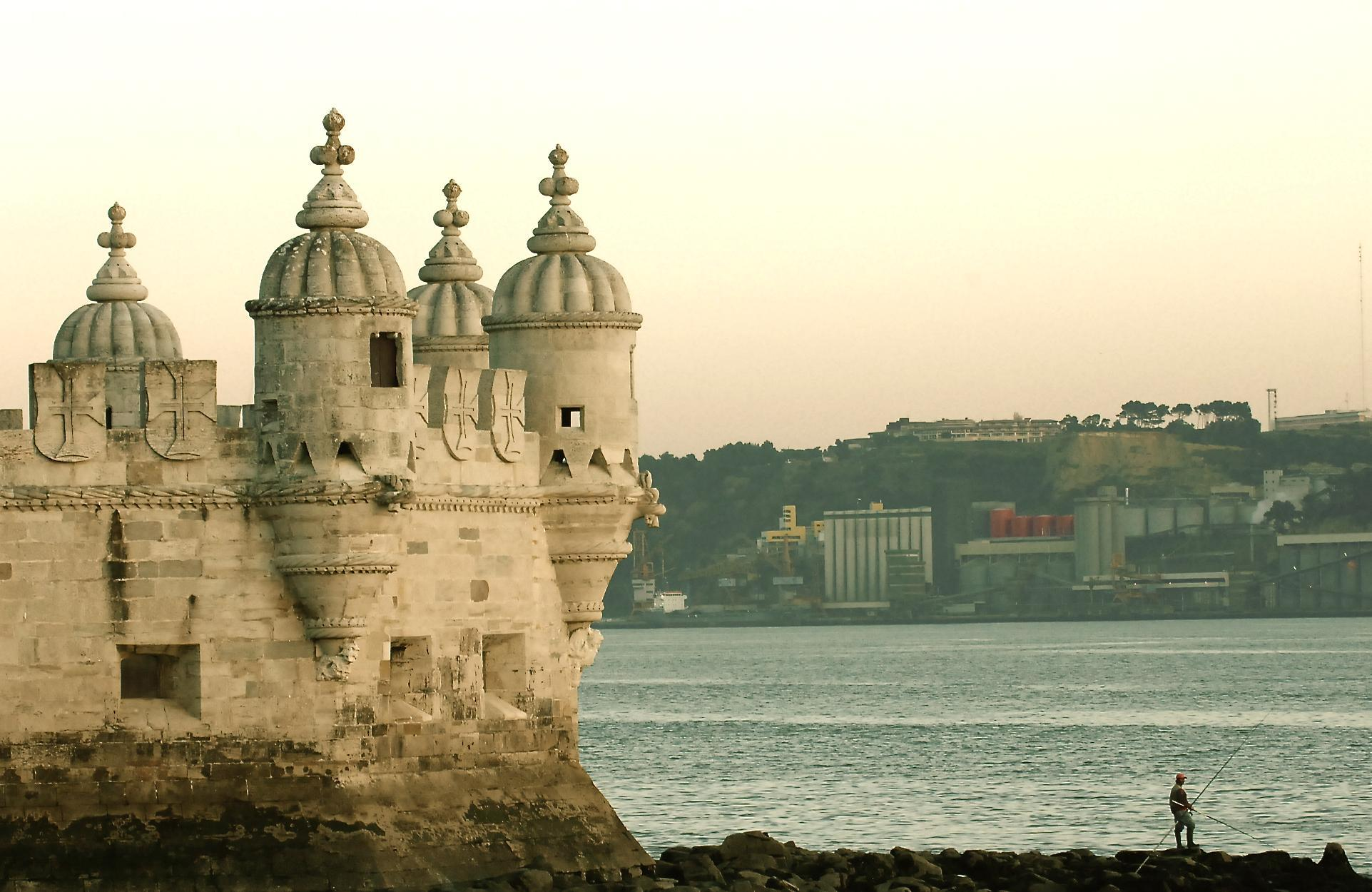
Guaritas da Torre de Belém, encimadas por cúpulas de gomos. Lateralmente veem-se algumas ameias.
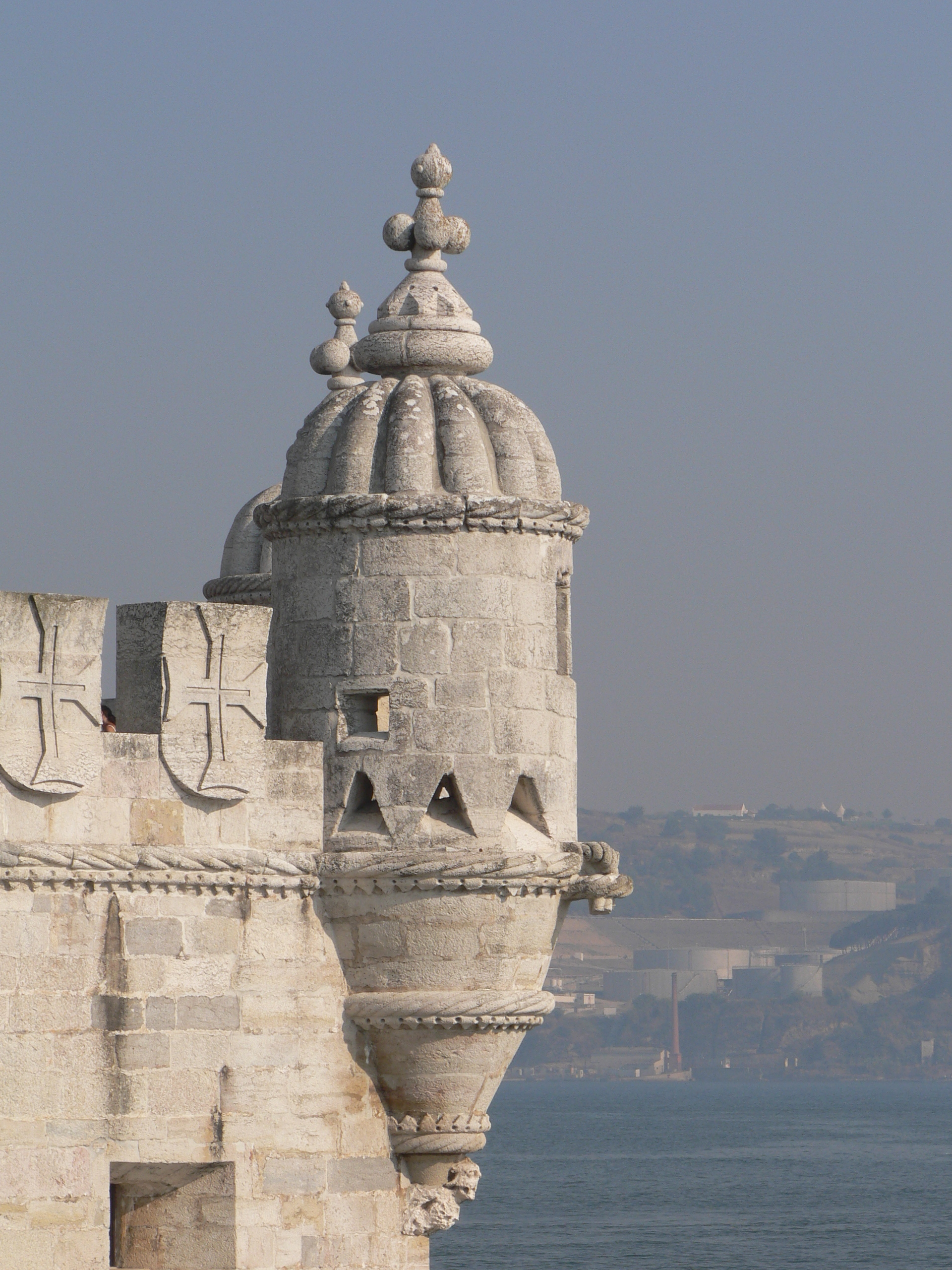
Detalhe duma Guarita
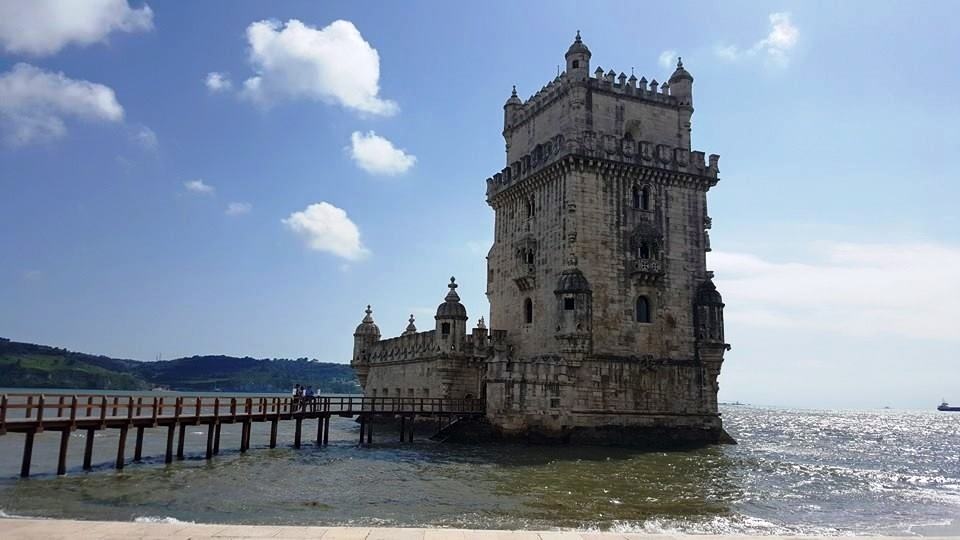
Torre de Belém em maio de 2015